# ロットン・ロウ

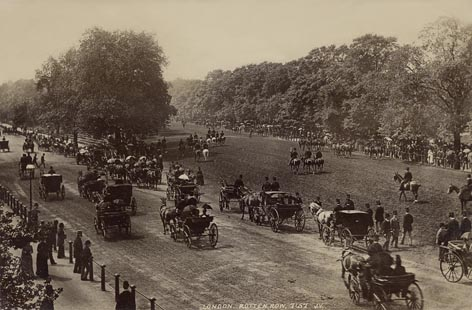
ロットン・ロウとサウス・キャリッジ・ドライヴ 1894年

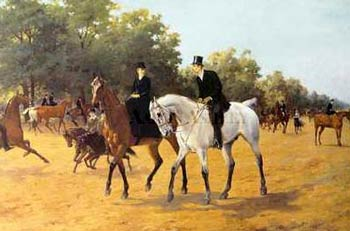
20世紀初めのロットン・ロウ

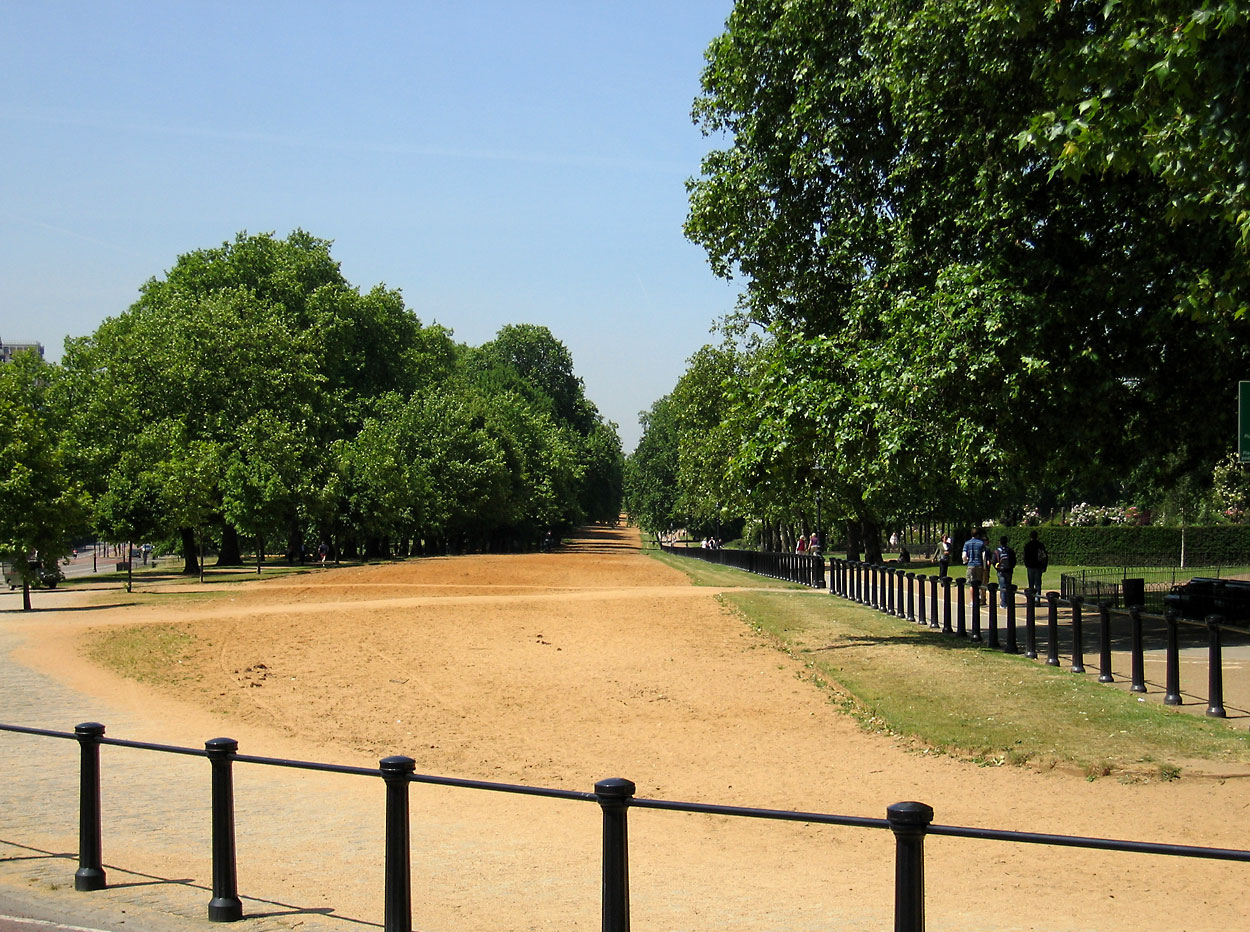
ハイド・パーク・コーナーから見た景色

ロットン・ロウ (Rotten Row) はロンドンの中心部ハイド・パーク内に存在する乗馬用道路。公園の西ハイド・パーク・コーナーからサーペンタイン・レイクの南岸に沿って東へと続いており、ハイド・パークの南の境界を形成している。18世紀ヴィクトリア朝時代においては上流階級の社交場として賑やかな場所であった。現在も乗馬用コースとして整備されているが、ロンドン郊外の厩舎からは距離があるため実際に使用されることは少なくなっている。
ロットン・ロウは17世紀にウィリアム3世の命によって造成された。セント・ジェームズ宮殿からケンジントン宮殿に居住地を移したウィリアムは両者を安全に行き来できる道を欲した。彼はハイド・パーク内に広い幅を有する道路を建設し、300のオイルランプで道を照らさせた。これはイギリスにおける最初の街灯であった。ロットン・ロウという名称の由来はフランス語で「王の道」を意味する'Route de Roi'がくずれた物であると考えられている。
18世紀になるとロットン・ロウは上流階級の社交場として著名になった。週末の午後には優雅に着飾った紳士淑女が乗馬を行ったり見たりして時を過ごした。隣接するサウス・キャリッジ・ドライヴでは馬車に乗った人々により同様の社交が行われていた。
現在でのもロットン・ロウには砂が敷き詰められた馬道として整備されている。ナイツブリッジに厩舎を有している近衛騎馬隊にとっては馬を走らせる絶好の道となっているが、それ以外の人々の姿を見かけることはほとんどない。